# Albion (Iowa)
Albion è una città degli Stati Uniti d'America, situata nella di Contea di Marshall, nello Stato dell'Iowa.

## Geografia fisica
Le coordinate geografiche della città sono: 42°06′42″N 92°59′27″W (42.111745 -92.990757). Albion ha una superficie di 1,5 km². Le città limitrofe sono: Clemons, Conrad, Liscomb, Marshalltown, e Union. Albion è situata a 292 m s.l.m.

## Società

### Evoluzione demografica
Al censimento del 2000, Albion contava 592 abitanti e 222 famiglie. La densità di popolazione era di 394,66 abitanti per chilometro quadrato. Le unità abitative erano 234, con una media di 156 per chilometro quadrato. La composizione razziale contava il 98,99% di bianchi, lo 0,68% di asiatici e lo 0,34% di altre razze. Gli ispanici e i latini erano l'1,01% della popolazione residente.